# مجلة آفاق
مجلة آفاق هي مجلةٌ لبنانية تأسست عام 1974، وعرّفت نفسها في العدد الأول، بأنها «مجلةٌ مستقلةٌ، تعزم على المساهمة في التحويل الحضاري للمجتمع اللبناني والمجتمعات العربية نحو الحداثة غير الإلحادية بروح نقدية إيجابية وعلى أكثر من صعيد». كانت المجلة قد تلقت نقدًا وأُثيرت أزمةٌ حول عددٍ من مقالاتها التي انتقدت الكنيسة والممارسات الدينية فيها.

## التأسيس
تأسست المجلة على يد المفكر بولس الخوري والدكتور جيروم شاهين بالتعاون مع المطران غريغوار حداد. وقد تولى جيروم شاهين رئاسة تحرير المجلة. وقد انضمّ الدكتور ميشال سبع إلى أسرة تحرير المجلة، مع حدّاد والخوري وشاهين، فتولى مسؤولية «مدير المجلة». ظهر عَدَدُها الأول في 15 يناير (كانون الثاني) 1947، وكان قد التف حول المجلة عددٌ كبير من المُثقّفين، ما أدّى إلى ظهور «تيار مجلة آفاق».
ما زالت المجلة تصدر حتى اليوم.

## قضية غريغوار حداد في مجلة آفاق
نشر غريغوار حدّاد أولى مقالاته في العدد الأول من هذه المجلة، تحت عنوان: «هل البحث الديني الجذري كُفر وشك أم هو في منطق الإنجيل؟»، ثم ألحقها بمقالاتٍ أخرى عن تحرير المسيح من المسيحيين والمسيحية والكنيسة المؤسسة، وتحرير الإنسان من العبوديات. وقد أدت هذه المقالات إلى سخط السلطة الكنسيّة عليه.